# Steven Vanmedegael
Steven Vanmedegael (ur. 16 czerwca 1986 roku w Vilvoorde) – belgijski trener siatkarski oraz asystent trenera. 

## Sukcesy trenerskie

### klubowe
Superpuchar Belgii:
- 2018, 2019, 2022[5], 2023[6]

Puchar Belgii:
- 2019, 2020, 2021, 2023[7], 2024[8], 2025[9]

Mistrzostwo Belgii:
- 2021, 2022[10], 2023[11], 2024[12], 2025[13]
- 2019

Puchar CEV:
- 2023[14]

### reprezentacyjne
Mistrzostwa Europy Juniorów:
- 2012[15]